# Crescenzio Gambarelli
Pour les articles homonymes, voir Gambarelli.
Crescenzio Gambarelli est un peintre italien de l'école siennoise de la fin du XVIe et du début du  XVIIe siècle qui fut actif entre 1591 et 1622.

## Œuvres
- Tableaux de la  Cappella delle Volte, Basilique San Domenico, Sienne :
  - Il transito di S. Caterina (1602),
  - La Santa recita l'uffizio con Gesù Cristo (1607),
  - Santa Caterina dona l'abito a Gesù in veste di pellegrino (1602)
  - Gesù restituisce a Santa Caterina la crocetta che aveva ricevuto da lei in veste di pellegrino (1602),
- Gloria di Dio e Santi, église San Martino, Sienne
- Martirio di San Bartolomeo, église San Pietro a Vico d'Arbia, Siena
- Storie di san Rocco, avec Rutilio Manetti, Oratoire San Rocco, Siena.